# Phidippus richmani
Phidippus richmani là một loài nhện trong họ Salticidae.
Loài này thuộc chi Phidippus. Phidippus richmani được Edwards miêu tả năm 2004.